# John Merton
John Merton (18 de febrero de 1901–19 de septiembre de 1959) fue un actor cinematográfico de nacionalidad estadounidense.
Nacido en Washington D. C., su verdadero nombre era Myrtland Vivian LaVarre. Actuó en más de 250 filmes entre 1927 y 1959. Falleció en Los Ángeles, California, a causa de un infarto agudo de miocardio. Sus hijos fueron los actores Lane Bradford y Bob LaVarre.

## Selección de su filmografía
- Beyond the Law (1934)
- Undersea Kingdom (1936)
- The Vigilantes Are Coming (1936)
- Border Caballero (1936)
- Lightnin' Bill Carson (1936)
- The Crooked Trail (1936)
- The Gun Ranger (1936)
- Slaves in Bondage (1937)
- Gunsmoke Ranch (1937)
- The Law Commands (1937)
- Range Defenders (1937)
- Arizona Gunfighter (1937)
- The Lone Ranger (1938)
- Dick Tracy Returns (1938)
- Gang Bullets (1938)
- Songs and Saddles (1938)
- Phantom Ranger (1938)
- Where the Buffalo Roam (1938)
- Zorro's Fighting Legion (1939)
- The Great Commandment (1939)
- Drums of Fu Manchu (1940)
- Billy the Kid in Texas (1940)
- Covered Wagon Days (1940)
- The Trail Blazers (1940)
- Lone Star Raiders (1940)
- White Eagle (1941)
- Radar Patrol vs. Spy King (1942)
- Prairie Pals (1942)
- Boot Hill Bandits (1942)
- Sheriff of Sage Valley (1942)
- The Mysterious Rider (1942)
- Devil Riders (1943)
- The Law Rides Again (1943)
- Fugitive of the Plains (1943)
- Land of Hunted Men (1943)
- Zorro's Black Whip (1944)
- Fuzzy Settles Down (1944)
- Brenda Starr, Reporter (1945)
- Rustlers' Hideout (1945)
- The Cherokee Flash (1945)
- Hop Harrigan (1946)
- Son of the Guardsman (1946)
- The Gay Cavalier (1946)
- Brick Bradford (1947)
- Adventures of Sir Galahad (1949)
- A Snitch in Time (1950)
- The Bandit Queen (1950)
- Gold Raiders (1951)
- Up in Daisy's Penthouse (1953)